# Pactum Lotharii
Le Pactum Lotharii (« pacte de Lothaire ») est un accord signé le 23 février 840 entre Pietro Tradonico, doge de Venise qualifié dans ce traité de « très glorieux duc des Vénitiens », et Lothaire Ier, roi d'Italie et empereur carolingien. C’était la première fois qu’un doge vénitien, gouvernant une partie de l’Italie byzantine (plus précisément le duché de Venise) traitait d’égal à égal avec un souverain étranger après avoir été adoubé hypatos (« consul ») et spatharios (« porte-épée ») par l’empereur byzantin Theophile.
Le contenu de cet accord reprenait plus ou moins ce qui avait été convenu trente ans plus tôt entre les Vénitiens et les Francs, à savoir :
- La remise des pillards qui auraient fait des incursions depuis le territoire carolingien en territoire vénitien et inversement ;
- La remise réciproque, sur demande, de fuyards, esclaves ou hommes libres, ainsi que d’animaux errants et de produits illégalement exportés, et autres conventions du même genre ;
- La sauvegarde des droits de pâturage et de ramassage de bois de chauffage par les Vénitiens dans les territoires limitrophes.

Le pactum évoque aussi une éventuelle aide carolingienne contre les pirates Narentins (dalmates, morlaques ou Slaves païens) qui s’attaquent au commerce vénitien et byzantin en Adriatique, et une interdiction de vendre comme esclaves des chrétiens en terre païenne ou musulmane.
Le Pactum Lotharii est un document précieux qui nous permet de connaître le territoire directement gouverné en 840 par les doges vénitiens sur les terres de la lagune et ses rivages « depuis la terre ferme jusqu’aux eaux salées de la mer », ce qui pose précisément les assises juridiques et territoriales du futur Dogado, comportant dix-sept zones peuplées : treize sur des îles Olivolo, Murano, Malamocco, Albiola, Chioggia, Torcello, Ammiana, Burano, Eraclea, Fine, Equilio, Caorle et Grado ; quatre sur la terre ferme : Cavarzere, Loreo, Brondolo et Fossone (it). Par la suite, les doges étendront leur autorité aussi bien vers l’Ouest sur la « terre ferme » en Vénétie et Lombardie orientale, que vers l’Est par-delà des « eaux salées de la mer » en Istrie, Dalmatie, Cattarie, Albanie, îles Ioniennes, Crète, Nègrepont, Cyclades et Chypre, mais sans les annexer directement, en respectant ainsi le Pactum Lotharii jusqu’à la fin de la République de Venise en 1797.